# 北潟村
北潟村（きたがたむら）は福井県坂井郡にあった村。現在のあわら市の北部、日本海沿岸にあたる。本項では発足時の名称である吉崎村（よしさきむら）（1889年ー1897年）についても述べる。

## 地理
- 海洋 ： 日本海
- 湖沼 ： 北潟湖
- 山岳 ： 経塚山、見当山

## 歴史
- 1889年（明治22年）4月1日 - 町村制の施行により、城新田村、城村、波松浦、番堂野村、赤尾村、吉崎浦、北潟浦及び浜坂浦の区域をもって、吉崎村（1889年ー1897年）が発足する。
- 1897年（明治30年）4月1日
  - 吉崎村が名称を変更して、北潟村となる。
  - 大字吉崎の区域が分立して、吉崎村（1897年ー1954年）が発足する。
- 1955年（昭和30年）3月31日 - 芦原町、本荘村及び北潟村が合併して、改めて芦原町が発足する。